# Andrew Mango
Andrew Mango (1926-2014) fue un autor británico, biógrafo de Atatürk.

## Biografía
Nació en Estambul el 14 de junio de 1926. Entre su obra se encuentran títulos como Atatürk—The Biography of the Founder of Modern Turkey (John Murray, 1999), The Turks Today (2004) y From the Sultan to Atatürk (Haus Publishing, 2009), entre otras. Mango, que trabajó para la BBC, falleció el 7 de julio de 2014.